# Cheek to Cheek (album)
A Cheek to Cheek Tony Bennett és Lady Gaga amerikai énekesek első közös albuma, amely 2014. szeptember 19-én jelent meg az Interscope Records és a Columbia Records kiadók gondozásában. Ez volt Bennett ötvennyolcadik, míg Gagának a negyedik stúdióalbuma. A két énekes először 2011-ben találkozott a színfalak mögött, miután felléptek a Robin Hood Alapítvány gáláján New Yorkban, ahol Bennett felkérte Gagát, hogy énekeljen vele egy duettet. Ezt követően feldolgozták a The Lady Is a Tramp című dalt, majd elkezdték megtervezni a közös albumon való munkálatokat. A Cheek to Cheeken olyan nagy sikerű szerzők dzsessz-sztenderdjei találhatóak, mint George Gershwin, Cole Porter, Jerome Kern és Irving Berlin. Az albumot Bennett és Gaga aziránti vágya inspirálta, hogy bemutassák a dalokat a fiatalabb generációnak, mivel úgy vélték, hogy a számok életkortól függetlenül mindenki tetszését elnyerhetik.
2013 januárjára mindkét előadó megerősítette, hogy elkészítik az albumot, és az énekesnő csípőműtétjéből való felépülése után megkezdték a felvételeket. Ezeknek a felvételeknek a helyszíne New York volt, ahol egy élő együttes és a két előadó által ismert dzsesszzenészek is jelen voltak. Gaga eltávolodott a megszokott popzenei hangzásától, és helyette egy igazi dzsesszalbumot kívánt megalkotni. Az album megjelenési dátumát több alkalommal is későbbre halasztották, majd a végleges dátumot Gaga és Bennett a The Today Show-ban jelentették be. A többféle különböző kiadás számlistáját és borítóját nem sokkal később szintén bemutatták. A két előadó a kiadvány népszerűsítésére számos alkalommal fellépett az album dalaival; készítettek a Home Shopping Network (HSN) számára egy színfalak mögötti anyagokat tartalmazó felvételt a lemez munkálatairól, illetve Tony Bennett and Lady Gaga: Cheek to Cheek Live! címen egy koncertfilmet is bemutattak 2014 októberében a PBS csatornán. Az albumról megjelent két kislemez; az Anything Goes és az I Can’t Give You Anything but Love első helyezést értek el az Egyesült Államokban a Billboard digitális dzsesszzenei eladásokat összesítő Jazz Digital Songs listáján.
Megjelenését követően az album nagyrészt pozitív visszajelzéseket kapott, a kritikusok sokat dicsérték Gaga és Bennett összhangját. Az 57. Grammy-díjátadó gálán a Cheek to Cheek győzött A legjobb hagyományos popalbum kategóriában. A korong első helyen debütált az amerikai Billboard 200-as albumlistán a Nielsen Soundscan szerint 131 000 példányszámos első heti eladással; ezidáig már több mint 773 ezer példányt értékesítettek belőle csak az Egyesült Államokban. Bennett második alkalommal, míg Gaga zsinórban harmadszorra ért el első helyezést az albumeladási listán, továbbá ő lett az első női előadó a 2010-es évtizedben, aki három lemezével is a Billboard 200 csúcsára került. Bennett saját rekordját megdöntve a legidősebb személy, aki valaha első helyezett lett a listán. A Cheek to Cheek világszerte az albumeladási listák élmezőnyében szerepelt, így az első tíz között volt többek között Ausztráliában, Japánban, Kanadában, Olaszországban és az Egyesült Királyságban is. A duó második közös albuma, a Love for Sale 2021. szeptember 30-án jelent meg.

## Háttér és elkészítés
Tony Bennett és Lady Gaga először 2011-ben találkoztak a színfalak mögött, miután Gaga előadta Nat King Cole Orange Colored Sky című klasszikusát a Robin Hood Alapítvány jótékonysági gáláján New Yorkban. Bennett ezt követően felkérte Gagát, hogy énekeljen vele egy duettet következő albumán. Fel is vették a The Lady Is a Tramp című dalt, amely felkerült Bennett Grammy-díjas albumára, a Duets II-ra. 2012 szeptemberében Bennett megerősítette a Rolling Stone magazinnak, hogy készíteni szeretne vele egy dzsesszalbumot, és egy jól ismert szerző is részt vesz a projektben, aki ugyan nem említhető egy lapon olyan dzsessz zenészekkel, mint George Gershwin és Cole Porter, de számos sláger köthető a nevéhez. Egy szving együttes és Marion Evans Grammy-díjra jelölt dalszerző is felmerültek lehetséges közreműködőkként az albumra, és Bennett megerősítette, hogy hamarosan megkezdődnek a lemez felvételei.
2013. január 8-án Evans, aki a The Lady is a Trampen is dolgozott megerősítette, hogy meglehetősen nagy szerepet fog játszani az album elkészítésében. „Nem tudom jelen pillanatban, hogy hány dal kerül fel a CD-re, de abban biztos vagyok, hogy körül-belül négy vagy öt különböző nagyságú nagyzenekar vagy együttes is szerepel majd rajta. Hatalmas lesz a zűrzavar, ebben biztosíthatom önöket. Egyszerűen ilyen ez a zeneipar,” mondta el Evans. Később ebben a hónapban Lady Gaga, miután fellépett Bennett-tel Obama elnök második beiktatási ünnepségén, hivatalosan is bejelentette az albumot Twitterén keresztül. „És itt vagyok én és jóképű partnerem. Egyszerűen alig várom a közös albumunkat, ő az én kedvesem!” – írta az énekesnő a képhez amit kettejükről töltött fel, majd elárulta azt is, hogy az album címe Cheek to Cheek lesz. 2013 szeptemberében Bennett elmondta az albummal kapcsolatban, hogy „nagyszerű sztenderdekből, minőségi dalokból áll; George Gershwin, Cole Porter, Jerome Kern, Irving Berlin dalaiból például. Egy remek szvingegyüttes és nagyszerű, nagyszerű dzsesszelőadók játszanak rajta.” A Chicago Tribune-nek elárulta, hogy fő szándéka a Gagával közös album felvételével az volt, hogy szerette volna bemutatni a dzsessz sztenderdeket egy fiatalabb közönségnek, mert úgy hitte, hogy ezek a dalok „mindenki tetszését elnyerhetik” és „minőségük kiállja az idő próbáját”. Gaga a The Daily Telegraph-nak elmondta, hogy úgy érezte, hogy a korábbi kiadványaival, mint a 2008-as The Fame-mel, a 2009-es The Fame Monsterrel és a 2011-es Born This Way-jel nem volt képes a hangjában rejlő potenciált teljes mértékben kihasználni. A Cheek to Cheeket egy „lázadó” és „felszabadító” albumnak nevezte maga számára, mert anélkül énekelhetett, hogy azon kellett volna aggódnia, hogy a producerek hogyan változtatják meg a hangját a rádiók miatt.
Bennett elmondta, hogy Paradise címmel Gaga egy eredeti dalt is írt az albumra. A duettek mellett szóló dalok is szerepelnek a felvételen mindkét előadótól, de Gaga később tisztázta, hogy az album teljes egészében sztenderdekből fog állni. A dalokat Bennett és Gaga közösen választották ki; a Great American Songbookból (Nagy amerikai daloskönyv) válogattak, beleértve Porter Anything Goes című dalát, az It Don't Mean a Thing (If It Ain't Got That Swing)-et, a Sophisticated Lady-t, a Lush Life-ot (amely Gaga elmondása szerint kedvenc dala) és az album címadó dalát, a Cheek to Cheeket.

## Felvételek és kompozíció
Habár a projekt munkálatai és az albummal kapcsolatos megbeszélések már 2012 szeptemberétől elkezdődtek, a felvételek egészen 2013 tavaszáig nem indultak el, köszönhetően Gaga csípősérülésének és a Born This Way Ball turnéja eltörlésének. A több mint egy évig tartó felvételi munkálatokat New Yorkban készítették mindkét előadóval korábban már együtt dolgozó dzsessz zenészek közreműködésével. Jelen volt Bennett kvartettje, így Mike Renzi, Gray Sargent, Harold Jones és Marshall Wood, illetve Tom Lanier zongorista is. Evans mellett Gaga régi barátja és munkatársa Brian Newman dzsessztrombitás is játszott az albumon New Yorkban alakult dzsesszkvintettjével. Joe Lovano tenorszaxofonista, és Paul Horn fuvolista is zenélnek az albumon.
Gaga elmondása szerint Bennett azt akarta, hogy különböző típusú dalokat énekeljen, és a férfit lenyűgözte a hangja a Lush Life éneklése során. A Billy Strayhorn által írt sztenderdet már olyan előadók is feldolgozták korábban, mint Nancy Wilson, Sarah Vaughan, Donna Summer és Linda Ronstadt. Gaga elárulta, hogy ideges volt a Bennett-tel közös felvételek miatt. „Csupán azt akartam, hogy hallja, hogy valódi dzsesszhanggal rendelkezem, és hogy én ezt tanultam is... Ha képes lesz ezt kihallani, akkor minden rendben. Ha nem hallja így, akkor nincs valódi dzsesszhangom,” tette hozzá. Énekét Amy Winehouse dzsesszénekesnő inspirálta, aki 2011 júliusában hunyt el. „Majdnem minden nap gondoltam rá a stúdióban. Bárcsak még mindig itt lenne. Ő teljes lényében dzsessz volt,” mondta el. A dalokat élőben vették fel a zenekarral, és a felvételek során Gaga szőnyegeket helyeztetett el a stúdió padlóján, hogy úgy nézzen ki, mint egy filmdíszlet és jól fessen majd a fotókon.
A Cheek to Cheeken Gaga szólóban énekli a Lush Life, a Bang Bang (My Baby Shot Me Down) és az Ev'ry Time We Say Goodbye című dalokat, míg Bennett egyedül énekli a Don't Wait Too Long és a Sophisticated Lady című klasszikusokat. Gaga szerint a Lush Life és a Sophisticated Lady kiegészítik egymást; Bennett számára azért kiegészítő jellegű a két dal, mert a Sophisticated Lady-t Duke Ellington írta, aki később Strayhornnal kollaborált a Lush Life-on. Gaga iskolai kórusában énekelte a Lush Life-ot, de csak később értette meg a dal szövegének jelentését, amely a kudarcról és a szívfájdalomról szól. A Cheek to Cheek felvételei során felzaklatták érzelmileg az Artpop érája alatt jelen lévő szakmai és személyes konfliktusok, így Bennettnek kellett támogatnia és irányítania a folyamat során. Newman elmondta, hogy a Bang Bang (My Baby Shot Me Down) című dalt a két énekes Lincoln Centerben előadott koncertjének felvétele során rögzítették. Gaga tájékoztatta a zenészeket a dal előadásával kapcsolatban, és Alex Smith zongorista végezte el a szükséges zenei munkálatokat a koncertet megelőző éjszaka. Nem gyakorolták el a dalt, és élőben vették fel, mikor Gaga elénekelte a közönség előtt.
Az első sztenderdet, az Anything Goest Bennett először 1959-ben Count Basie-vel és nagyzenekarával közösen készített albumára, a Strike Up the Bandre vette fel, Gaga pedig 13 éves korában hallotta először. Gaga úgy vélte, hogy az Anything Goes egy vicces dal „egy igazán szexi, erőteljes hangzással rendelkezik”, ami annak köszönhető, hogy remekül szórakoztak, mikor elénekelték. A Cheek to Cheeken szereplő verzión Gaga és Bennett egymás között váltogatják a dal sorait, és Bobby Olivier a The Star-Ledgertől kiemelte, hogy milyen „gördülékeny” az előadásmódjuk. Gaga a szótagokat hangsúlyosan énekli, míg vibratója remekül illeszkedik Bennett karakterisztikus dzsesszvokáljához és szvingjéhez. Olivier hozzátette: „Gaga hangját mikor megszabadítják a felesleges utómunkálatoktól, akkor egyfajta időtlenséget mutat, amely nagyon jól illik ehhez a műfajhoz.” Az I Can’t Give You Anything but Love-ot Jimmy McHugh és Dorothy Fields írták a Blackbirds of 1928 című Broadway revü számára. A Cheek to Cheeken található változaton a dal lábcin és elektronikus orgona hangjaival kezdődik. Gaga megváltoztatja a szöveget („Gee, I'd like to say you're looking swell, Tony”), majd a férfi szintén átvariált dalszöveggel válaszol: „Diamond bracelets won't work, doesn't sell, Gaga”. A Nature Boy-t eredetileg 1948-ban Nat King Cole adta ki kislemezként, és nagy kereskedelmi sikert hozott számára. Az eden ahbez excentrikus dalszerző által írt dal egy „furcsa, elvarázsolt fiúról” szól. Hangszerelését tekintve fuvola és dobok használata jellemzi, és nagyzenekari közreműködéssel rendelkezik. Az albumon lévő lassabb tempójú változatban Gaga Liza Minnelli által inspirált hanggal énekel, amelyet követően Bennett egészíti ki a szóban forgó karakterrel való találkozás történetét.

## Megjelenés és borító
2013. december 12-én Bennett a CNN-nek bejelentette, hogy az album megjelenését elhalasztották 2014. március 18-ára. Edna Gunderson a USA Today-től megírta a hírt, hogy az album megjelenését ismét elhalasztották, és kiadása valamikor 2014 végére várható. Később 2014 áprilisában a New York-i Mozgókép Múzeum Kevin Spacey tiszteletére rendezett eseményén Bennett egy riporternek elárulta, hogy a lemez szeptemberben kerül majd kiadásra. 2014. július 29-én Gaga és Bennett ellátogattak közösen a The Today Show-ba, ahol hivatalosan is bejelentették kollaborációjukat, és megerősítették, hogy az album végleges megjelenési dátuma 2014. szeptember 23-a lesz az Egyesült Államokban. A Cheek to Cheeket elsőként Ausztráliában és Németországban adták ki 2014. szeptember 19-én. Bennett a Billboardnak nyilatkozva elmondta, hogy Porter 1936-os Red, Hot and Blue című musicalje is inspirálta őket, így kilátásba helyezte a Cheek to Cheek folytatását. Először látni akarta, hogy szerepel a Cheek to Cheek a megjelenését követően, de Gaga „azonnal” hozzá akart látni a kollaborációhoz. „Zsinórban két albumot fogunk Gagával csinálni. Meg kell próbálnunk olyan gyorsan elkészíteni, ahogy csak lehetséges egy második albumos folytatásként,” tette hozzá Bennett.
Steven Klein fényképész készítette az album borítóit, és ő tervezte meg a kiadvány csomagolását is művészeti szempontból. Ő készítette az Anything Goes kislemezborítóját is. Gaga 2014. augusztus 18-án mutatta be az album hivatalos borítóját, amin ő és Bennett látható egymás mellett ülve, miközben fogják egymás kezét. Az énekesnő elmondta, hogy ő és Bennett épp üldögéltek és beszélgettek, mikor Klein hirtelen lefotózta őket. A standard kiadványon Gaga és Bennett egy New York-i újságon láthatóak az album címével a kép tetején, míg az album deluxe változatán egyedül az említett fotó látható. Az énekesnő képen látható nagy fekete göndör haját Kirthana Ramisetti a New York Daily Newstól az 1987-es Holdkórosok című filmben Cher által alakított karakterhez hasonlította.
A Cheek to Cheek teljes számlistája az albumborítók mellett szintén napvilágot látott. A standard verzión 11, míg a deluxe változaton 15 dalt listáztak. A standard és deluxe verziók digitális és CD kiadásai mellett exkluzív változatok is megjelentek az albumból a Home Shopping Network (HSN) és a Target számára. Egy 180 grammos hanglemez is kiadásra került az albumból az Amazon.com-on keresztül. A Starbucks üzletekben egyedi borítóval árusították a Cheek to Cheeket. 2014 októberében Gaga bejelentette, hogy gyűjtői box szett változatot is megjelentetnek 2014 decemberében. Ebben limitált kiadású tárgyak, így például személyes pillanatképek, Bennett által dedikált Cheek to Cheek kottafüzet és egy 8×10-es méretű pergamen borítékba csomagolt képek is helyet kaptak.

## Az album népszerűsítése

### Élő fellépések
2014 júniusától Gaga Bennett-tel vagy nélküle számos nyilvános megjelenésen keresztül megkezdte az album népszerűsítését. Első ízben a Bennett és felesége, Susan Crow által alapított New York-i Frank Sinatra School of the Artsba látogattak el. Az iskolában a páros duóként és külön-külön is felléptek, illetve válaszoltak a közönség által feltett kérdésekre. A program végén pedig megtekintették az iskolai kórus előadását is. Két nappal az iskolai fellépését követően Gaga bemutatta Miles Davis trombitájáról készült új tetoválását, amelyet korábban csináltatott. Az énekesnő Instagramjára töltött fel egy képet, ahogy Newmannel együtt elkészítik nekik a tetoválást, ezzel is bejelentve a férfi részvételét az albumon. „Itt az idő a dzsesszre, világ,” fűzte hozzá megjegyzésként a képhez. Gaga Bennett oldalán fellépett a Montreal Nemzetközi Dzsesszfesztiválon is, és közösen szerepeltek a H&M ünnepi reklámjában, amelyet Johan Renck rendezett, és felcsendül benne az It Don't Mean a Thing (If It Ain't Got That Swing) című feldolgozásuk is. A 2014-es New York-i Divathét eseményén Gaga előadta akkori párja, a színész Taylor Kinney tiszteletére az Ev'ry Time We Say Goodbye-t.

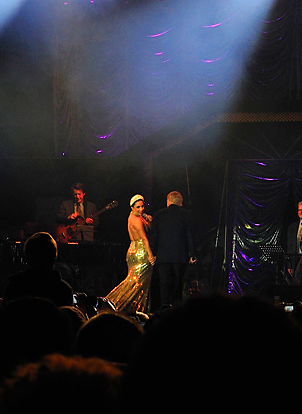
Gaga és Bennett a brüsszeli Grand-Place-en, Belgiumban adott koncertjükön

2014 szeptember 13-án és 14-én a HSN csatorna Tony Bennett and Lady Gaga: Cheek to Cheek címmel különkiadást mutatott be. A zenei műsor során a rajongók exkluzív betekintést nyerhettek a színfalak mögé az album munkálataiba, valamint korábban nem látott felvételeket mutattak be arról, ahogy a két előadó közösen dolgozik a stúdióban. Ezen kívül bemutatták, miként választják ki dalaikat a Great American Songbookból. A kiadvány bejelentését követően egy rövid koncertet adtak a Lincoln Center for the Performing Arts Rose Theaterjében. A koncertet, amely a Tony Bennett and Lady Gaga: Cheek to Cheek Live! címet kapta, levetítette a PBS csatorna a Nagyszerű Előadások sorozatuk részeként 2014. október 24-én. A fellépést meghívott vendégekből és New York-i iskolák tanulóiból álló közönség tekintette meg a helyszínen. A színpadképet és a világítást Robert Wilson alkotta meg, míg David Horn volt a rendező. Bennetthez és Gagához egy 39 tagból álló zenekar is csatlakozott, amelyet Jorge Calandrelli vezényelt. Szólistaként jelen volt Chris Botti trombitán, David Mann tenorszaxofonon, illetve mindkét előadóval korábban már dolgozó dzsesszzenészek is játszottak az esten. A számlistán tizenhárom dal szerepelt, köztük az Anything Goes, a Nature Boy, az I Won't Dance, a Lush Life és a But Beautiful is. A PBS ezen kívül bejelentette, hogy a koncertet 4K-s felbontásban vették fel. 2015. január 20-án DVD-t is kiadtak a koncertből.
Az album három dalát felhasználta az ESPN a 2014-es tenisz US OPEN-hez készített reklámjaihoz. A csatorna alelnöke, Jamie Reynolds elmondta, hogy „New York klasszikus szvinges hangzása” miatt döntöttek úgy, hogy felhasználják a Cheek to Cheek dalait. A Universal Music biztosította számukra a dalok videóit, amelyeket aztán vegyítettek tenisz ütésekkel, és aztán így használták fel őket a reklámokban. Eredeti tartalom is szerepelt bennük, mint például Bennett is látható volt Manhattani lakásában, és Gaga az ArtRave: The Artpop Ball turnéjával Ausztráliában. 2014. szeptember 13-án Bennett csatlakozott Gagához a színpadon ArtRave turnéja tel-avivi állomásán, hogy előadjanak néhány dalt az albumról. Gaga vokálja az I Can’t Give You Anything but Love éneklése során pozitív kritikákat kapott hangterjedelme és hangjának tudatos használata miatt. Szeptember 22-én Bennett és Gaga előadtak több dalt is a Cheek to Cheekről a brüsszeli Grand-Place-en, Belgiumban. A koncert pozitív visszajelzéseket kapott, így például Anne Bilson a The Daily Telegraph-tól ötből négy csillagot adott az előadásra, és dicsérte az énekhangjukat is. Promóciós videók is megjelentek, köztük az Anything Goeshoz (a brüsszeli fellépésből) és a Bang Bang (My Baby Shot Me Down)-hoz is (a PBS különkiadásából) 2014. szeptember 27-én.
Az ArtRave-vel való turnézás közben Gaga megjelent Bennett oldalán a Strictly Come Dancing című brit televíziós show tizenkettedik évadában, hogy előadják albumukról az Anything Goes és az It Don't Mean a Thing (If It Ain't Got That Swing) című dalaikat. Az énekesnő koncertsorozatának befejezését követően a duó fellépett a címadó dallal a The View és a The Colbert Report című talk show-kban. A Rockefeller Centerben a karácsonyfa kivilágosításakor Bennett és Gaga bemutatták a Winter Wonderlandhez készített feldolgozásukat. Néhány nappal később a The Tonight Show Starring Jimmy Fallonban közösen előadták a Cheek to Cheek és az It Don't Mean a Thing (If It Ain't Got That Swing) című klasszikusokat, míg Gaga szólóban énekelte el az Ev'ry Time We Say Goodbye-t.

### Cheek to Cheek Tour

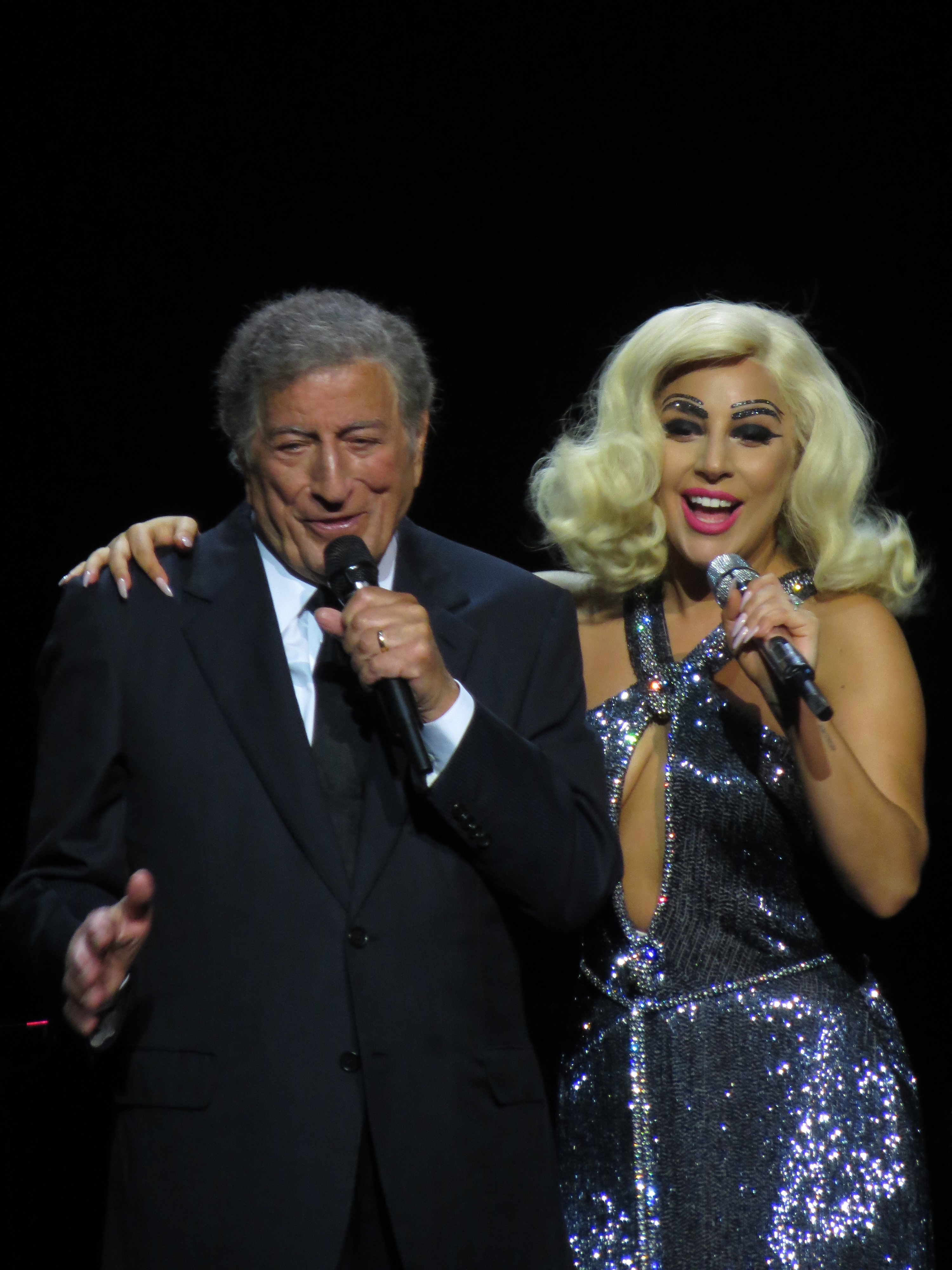
Bennett és Gaga előadás közben a londoni Royal Albert Hallban a Cheek to Cheek Tour keretében

Bennett megerősítette, hogy ő és Gaga a Cheek to Cheek népszerűsítésére 2015-ben dzsesszfesztiválokon fognak fellépni szerte a világon. Elmondása szerint Gaga belefáradt, hogy nagyobb koncerttermekben lépjen fel, és kisebb helyszíneket akart meglátogatni a turnéval, ahol helyszínenként legalább három-négy napig, vagy három-hat hétig maradnának. Bennett azt is elmagyarázta, hogy ő hozzászokott már, hogy akusztikus zenei termekben és kültéri színházakban lépjen fel, szóval Gaga ilyen lehetőségek után kutatott. „Számomra nem fontos, hogy 45 000 ember előtt lépjek fel esténként, szóval Gaga olyan helyeket keres, ahol három-négy napig, vagy három-négy hétig dolgozhatnánk egyszerre. Így akar velem dolgozni,” összegezte Bennett. 2014 szilveszterén a páros megkezdte a Cheek to Cheek turnét a Cosmopolitan Casino of Las Vegasban, amivel az album megjelenése óta első amerikai koncertjüket adták. Ezen kívül 2015. február 8-án felléptek az 57. Grammy-díjátadó gálán, majd nem sokkal a Grammy ceremónia végeztével koncertet adtak a Los Angelesben található Wiltern Theatre-ben is. 2015 során újabb koncerteket szerveztek le, így felléptek többek közt május 30-án a Hollywood Bowlban, június 8-án a londoni Royal Albert Hallban illetve június 19-én a New York-ban található Radio City Music Hallban is. Jesse Lawrence a Forbestól azt írta, hogy nagy igény volt a jegyekre, aminek következtében az eredetiekhez további dátumokat kellett hozzáadni. Azt is megjegyezte, hogy a koncertjegyek ára sokkal magasabb volt az átlagosnál, különösen a másodlagos piacon.

### Kislemezek
Az Anything Goes jelent meg az album első kislemezeként a digitális zeneboltokban 2014. július 29-én, majd ezt követően debütált a videóklip Gaga YouTube és VEVO csatornáin. A videóban Bennett és Gaga láthatóak, ahogy épp felveszik az Anything Goest, és más dalokat a Cheek to Cheekről. Az Egyesült Királyságban 174. helyen debütált a dal a brit kislemezlistán 2014. augusztus 9-én. Ezen kívül 132. helyen szerepelt az Official Charts Company eladási listáján. Spanyolországban a PROMUSICAE ötven dalt tartalmazó slágerlistáján a 40. helyen helyen debütált. Az Anything Goes ezen kívül a 178. pozícióban nyitott a francia kislemezlistán. A Billboard Jazz Digital kislemezlistáján az első helyen debütált a dal, amivel Gaga immáron második alkalommal tudott felkerülni erre a listára a The Lady Is a Trampet követően. Bennett számára karrierje 15. szereplése volt a Jazz Digital kislemezlistán, és összességében a harmadik első helyezése. A Nielsen SoundScan szerint az Anything Goesból az augusztus 3-dikai hét végéig 16 000 példányt adtak el az Egyesült Államokban. A következő héten a dal a harmadik helyre esett vissza a Jazz Digital kislemezlistán.
Az I Can’t Give You Anything but Love-ot adták ki az album második kislemezeként 2014. augusztus 19-én. Gaga Twitteren jelentette be a kiadvány megjelenését, és feltöltötte a kislemez borítóját is. Egy hivatalos videó is megjelent a dalhoz 2014. augusztus 26-án. A videót a stúdióban készítették, és az első részében Gaga több különböző ruhában és parókában is megjelenik, miközben a dalt énekli. Bennett saját verzéjénél csatlakozik hozzá, és belekezd a dal éneklésébe. Az utolsó refrénben a két előadó együtt énekel, amit úgy írtak le, hogy „egyesítik erejüket egy sajátos, mégis hatásos módon, stílusaikat vegyítve, amely áthalad generációkon és műfajokon.” Jon Blistein a Rolling Stone-tól dicsérte a videót és azt írta, hogy a klip „bebizonyítja, hogy Bennett és Gaga között egy egyedi és imádni való zenei kémia van jelen”. Megjelenését követően az I Can’t Give You Anything But Love szintén első helyen tudott nyitni a Billboard Jazz Digital kislemezlistáján 2014. szeptember 6-án, míg a francia kislemezlistán 173. lett.
A Nature Boy promóciós kislemezként megjelent streaming formátumban Gaga VEVO csatornáján 2014. szeptember 16-án. Gaga korábban Twitterén írt a dal hátteréről és Paul Horn fuvolista haláláról. A dal az ötödik helyen debütált a Billboard Trending 140 listáján, és gyorsan sikerült az első helyet is megszereznie. A Cheek to Cheek megjelenését követően a Bang Bang (My Baby Shot Me Down) az első helyen debütált a Jazz Digital kislemezlistán, így Gaga első ízben tudott szóló előadóként felkerülni a listára.

## Kritikusi fogadtatás
A zenei kritikusok értékeléseit összesítő Metacritic weboldalon a Cheek to Cheek 12 kritika alapján 100-ból 64 pontot szerzett, így a „nagyrészt pozitív fogadtatásban részesült” kategóriába sorolták. Az MTV Newstól Gil Kaufman dicsérte az albumot, és véleménye szerint Bennettet és Gagát „az Isten is egymásnak teremtette”. Ezen kívül hozzátette, hogy az énekeseknek „tökéletesen” sikerült egyesíteni egyedi énekhangjukat, amely a stúdiós felvételek során köztük megfigyelhető harmónián, illetve a Cheek to Cheek dalain is tükröződött. Caroline Sullivan a The Guardiantől őtből négycsillagos értékeléssel illette a lemezt, Gagát egyenesen „egy csodának” nevezte. Véleménye szerint „a Cheek to Cheeken sikerült az énekesnőnek megmutatnia a hangjában rejlő melegséget és mélységet”. A The Times kritikusa, Will Hodgkinson is pozitívan vélekedett, és ötből négycsillagos értékelést adott az albumnak. Hodgkinson szerint „Gaga Felső Manhattan zongora bárjainak és táncos vacsorázóhelyeinek állandó fellépője is lehetett volna… Stefani Germanottaként, mint elegáns sztenderd énekesnőként”. Marc Myers dzsessz kritikus a The Wall Street Journalben közölt írásában kiemelte, hogy „a legnagyobb meglepetés az albumon Gaga szóló vokálja a Lush Life című dalban, amely még a legtapasztaltabb dzsessz-pop énekeseknek, köztük Frank Sinatrának is nehézséget okozott. Mély hangjai melegséget árasztanak, előadásmódja pedig szívből jövő.”
Ted Gioia dzsessz kritikus a The Daily Beastnek készített ismertetőjében arról írt, hogy meglepte Gaga milyen jól tud dzsesszt énekelni: „aki Bennettel szeretne együtt énekelni, annak bizony hangosnak és ellentmondást nem tűrőnek kell lennie. A But Beautifulban és az Ev’ry Time We Say Goodbye-ban Gaga hangja megnyerő ártatlanságot mutat”. Ötből négycsillagos értékelésében Lewis Corner a Digital Spy-tól a hangkeverést magasztalta az albumon: „A Cheek to Cheek lehet, hogy nem a csillogó látványosság, amelyet megszokhattunk Lady Gagától, de Tony Bennett vezényletével a párosnak sikerült egy hiteles és jó dzsesszalbumot kiadnia, amely tiszteli a nagy múltra visszatekintő műfajt”. Jon Dolan a Rolling Stone-tól 5-ből három csillaggal értékelte a kiadványt, és dicsérte Gaga vokálját. Dolan úgy vélte, hogy „az album bebizonyítja, hogy Gaga képes rá, hogy szofisztikált hölgy legyen”. Charles J. Gan az Associated Presstől szintén dicsérte Bennett és Gaga éneklését, majd hozzátette: „Ha egy korábbi korszakba születik, Gaga otthon érezhette volna magát egy MGM musicalben”. Az Idolatortól Bianca Gracie az album hallgatását „üdítőnek” nevezte, és véleménye szerint „a lemez kiemeli mind Bennett, mind Gaga tagadhatatlan tehetségét, és hogy milyen jól működnek együtt”.
Ötből háromcsillagos kritikájában Kenneth Partridge a Billboardtól úgy vélte, hogy Gagának sikerült igazolnia Bennett belé vetett hitét, azonban néha ez „túl erőltetettnek” hat, és Gagának jobban szüksége volt Bennettre az album felvétele során, mint fordítva. Összefoglalójában azt írta, hogy végsősoron „láthatóan remekül szórakoztak együtt, és mindkettejüknek hasznára válik” majd az album. Egy újabb ötből háromcsillagos értékelésben Lydia Jenkin a The New Zealand Heraldtől „örökzöldek zökkenőmentes feldolgozásaiként” hivatkozott az albumra. Jim Farber a New York Daily Newstól ötből négy csillagot adott a lemeznek, véleménye szerint pedig „Gaga mindig is egy erőteljes énekesnő volt”, és „sokban hasonlít Liza Minnellire”. Bennett szintén nagyon pozitív visszajelzéseket kapott a weboldalon, amiért ilyen élénken tudja énekelni a dalokat. James Reed a The Boston Globe-tól szintén magasztalta a kiadványt, és úgy érezte, hogy mindkét énekes „a legjobbat hozza ki egymásból”. Glenn Gamboa a Newsday-től az amerikai osztályozási rendszerben 5-ös alának megfelelő A– értékeléssel látta el a Cheek to Cheeket, továbbá „pazarnak és jól elkészítettnek” nevezte.
Egy vegyes fogadtatást közölt Stephen Thomas Erlewine az AllMusic számára, és azt írta, hogy „a Cheek to Cheek egy olyan felvétel, ahol a zene, sőt még a dalok is eltörpülnek a személyiségekhez képest”. Alexa Camp a Slant Magazine-től ötből két csillaggal jutalmazta az albumot. Camp kritizálta Bennett és Gaga vokálját is a lemezen,  hozzátéve, hogy „a zenészek elsőrangú munkája nélkül a spórolósan 45 percig tartó Cheek to Cheek egy felmagasztalt karaokenak hangozna”. A San Francisco Chronicle szerzője, Aidin Vaziri csalódott Bennettben és Gagában, amiért „nem emelték ki egymást roppant könnyen megkülönböztethető jellemvonásait”, továbbá úgy vélte, hogy „a háttérzene sokkal izgalmasabb, mint a ráéneklő emberek”. Mikael Wood a Los Angeles Timestól dicsérte Gaga vokálját az albumon, azonban negatívan viszonyult hozzá, mert véleménye szerint „Gaga olcsó módon kihasznál egy rakás fontos dalt, amelyekhez semmit nem tesz hozzá, kihasznál egy 88 éves legendát, akivel nulla kémiája van, és legnagyobb csalódásként kihasználja aziránti kíváncsiságunkat, hogy egy valószerűtlen kreatív úton követhessük”. Az 57. Grammy-díjátadó gálán 2015. február 8-án a Cheek to Cheeket díjazták A legjobb hagyományos popalbum kategóriában. Emellett az év dzsesszalbumának választották a 2015-ös Japan Gold Disc Awardon.

## Kereskedelmi fogadtatás

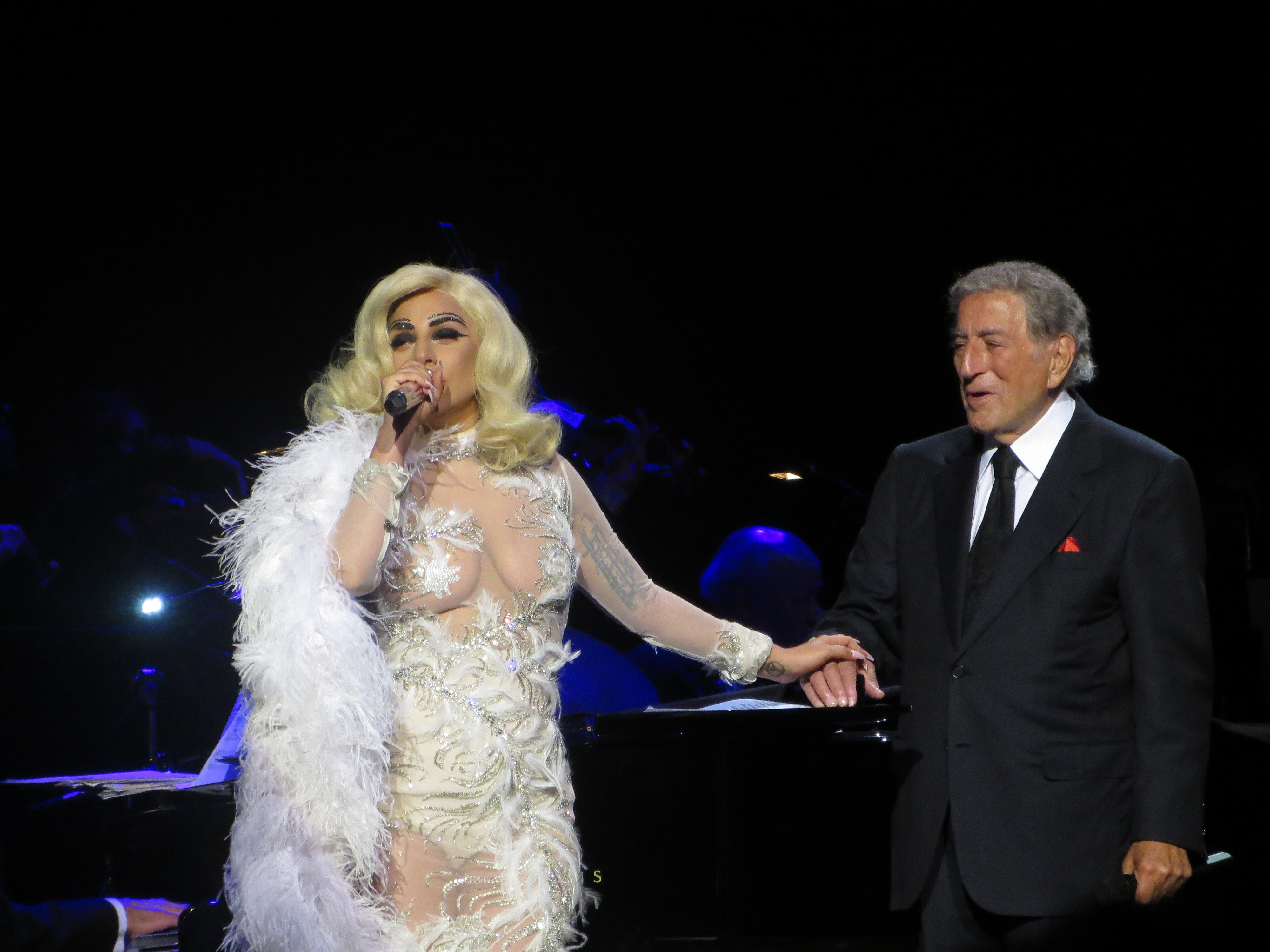
Gaga és Bennett a But Beautiful előadása közben a Cheek to Cheek Touron

A Egyesült Államokban a Cheek to Cheek az első helyen debütált a Billboard 200-as albumlistán a Nielsen SoundScan adatai szerint 131 000 első heti eladott példányszámmal, amivel Gaga zsinórban harmadik, míg Bennett második első helyezett albumát érte el. Ezen kívül első lett a Jazz Albums és a Traditional Jazz Albums listákon is. Bennett saját rekordját döntötte meg – amit 2011-ben a Duets II-val ért el – mint legidősebb előadó, aki első helyre került az albumeladási listán. Gaga az első női előadó lett a 2010-es évtizedben, akinek három elsősége volt az albumlistán. A Billboard 200 és a Jazz Albums mellett a Cheek to Cheek a negyedik helyen nyitott a digitális eladásokat összesítő Top Digital Albums listán. 2019 februárjáig az albumból több mint 773 000 példányt értékesítettek, amivel Bennett hetedik míg Gaga ötödik félmilliós eladást produkáló lemeze lett mióta a Nielsen 1991-ben elkezdte az adatokat szolgáltatni. Aranylemez minősítést kapott az Amerikai Hanglemezgyártók Szövetségétől (RIAA) mikor az album átlépte az 500 000 példányos eladást. 2019 júliusában a Billboard a Cheek to Cheek-et minden idők negyedik legsikeresebb kollaboratív albumának nevezte az Egyesült Államokban minden zenei műfajt figyelembe véve. A Cheek to Cheek a harmadik helyen debütált a kanadai albumeladási listán (Canadian Albums Chart) 10 000 eladott példánnyal a SoundScan szerint. A Music Canada (MC) platinalemez minősítést adott a lemeznek a 80 000 példányszámos eladását követően.
Az Egyesült Királyságban a tizedik helyen nyitott a brit albumlistán 10 469 eladott példánnyal, így Gaga ötödik, míg Bennett harmadik alkalommal került az első tíz közé. A Cheek to Cheek a második hetén a 24. helyre esett vissza 4081-es eladott kópiával. Miután Bennett és Gaga megjelentek a Strictly Come Dancing című műsorban, Gaga pedig fellépett az ArtRave turnéjával a szigetországban, az album eladásai ismét emelkedni kezdtek, és az ötödik hetén egészen a 12. helyre lépett előre a listán 6257 példánnyal. 2015 novemberében ezüstlemez minősítést kapott a lemez a Brit Hanglemezgyártók Szövetségétől (BPI) miután átlépte a 60 000 értékesített darabszámot. Írországban nem került az album az első tíz közé és a 12. helyen tudott debütálni, majd a 24. pozícióra esett vissza a következő hetén. A Cheek to Cheek az ötödik hetén itt is feljebb kapaszkodott, így az 50. helyről a 24. helyre jött fel az albumlistán.
Ausztráliában a Cheek to Cheek a hetedik pozícióban nyitott az ARIA albumlistáján, amivel Bennett az 56 kiadott albumából a második alkalommal került Ausztráliában az első tíz közé, Gagának pedig az ötödik alkalommal sikerült mindez. A tizedik helyre esett vissza a második hetén, majd a harmadik hetén újra elérte korábbi legjobbját, a hetedik pozíciót. Az Ausztrál Hanglemezkiadók Szövetsége (ARIA) aranylemez minősítéssel illette a lemezt, miután átlépte a 35 000 példányszámos eladást. Új-Zélandon a 13. helyen nyitott az albumlistán, majd negyedik hetén érte el legelőkelőbb pozícióját, a harmadik helyet. Japánban a hetedik helyen debütált az Oricon albumlistáján 11 397 példányos eladásával, majd következő hetén egy helyet visszaesve 7371 darabot adtak el belőle. A Cheek to Cheek volt Gaga negyedik Top 10-es albuma Franciaországban, ahol a 9. helyen debütált és később átlépte a 40 000 példányszámos eladást is a Syndicat National de l’Édition Phonographique (SNEP) adatai szerint. A görög albumlistán a megjelenését követő harmadik hetén sikerült legjobbját elérnie, ami a harmadik pozíció volt.

## Az albumon szereplő dalok listája
Minden dal producere Dae Bennett volt, kivéve a The Lady Is a Tramp esetében, ahol a produceri munkát Phil Ramone és Dae Bennett végezték.
| Standard változat | Standard változat                                  | Standard változat                               | Standard változat         | Standard változat | Standard változat | Standard változat | Standard változat | Standard változat | Standard változat |
|                   | Cím                                                | Szerző(k)                                       | Előadó(k)                 | Hossz             |                   |                   |                   |                   |                   |
| ----------------- | -------------------------------------------------- | ----------------------------------------------- | ------------------------- | ----------------- | ----------------- | ----------------- | ----------------- | ----------------- | ----------------- |
| 1.                | Anything Goes                                      | Cole Porter                                     | Tony Bennett és Lady Gaga | 2:03              |                   |                   |                   |                   |                   |
| 2.                | Cheek to Cheek                                     | Irving Berlin                                   | Tony Bennett és Lady Gaga | 2:50              |                   |                   |                   |                   |                   |
| 3.                | Nature Boy                                         | eden ahbez                                      | Tony Bennett és Lady Gaga | 4:08              |                   |                   |                   |                   |                   |
| 4.                | I Can’t Give You Anything but Love                 | Jimmy McHugh, Dorothy Fields                    | Tony Bennett és Lady Gaga | 3:13              |                   |                   |                   |                   |                   |
| 5.                | I Won't Dance                                      | Jerome Kern, Oscar Hammerstein II, Otto Harbach | Tony Bennett és Lady Gaga | 3:56              |                   |                   |                   |                   |                   |
| 6.                | Firefly                                            | Cy Coleman, Carolyn Leigh                       | Tony Bennett és Lady Gaga | 1:57              |                   |                   |                   |                   |                   |
| 7.                | Lush Life                                          | Billy Strayhorn                                 | Lady Gaga                 | 4:14              |                   |                   |                   |                   |                   |
| 8.                | Sophisticated Lady                                 | Duke Ellington, Irving Mills, Mitchell Parish   | Tony Bennett              | 3:49              |                   |                   |                   |                   |                   |
| 9.                | Let's Face the Music and Dance                     | Irving Berlin                                   | Tony Bennett és Lady Gaga | 2:06              |                   |                   |                   |                   |                   |
| 10.               | But Beautiful                                      | Jimmy Van Heusen, Johnny Burke                  | Tony Bennett és Lady Gaga | 4:04              |                   |                   |                   |                   |                   |
| 11.               | It Don't Mean a Thing (If It Ain't Got That Swing) | Duke Ellington, Irving Mills                    | Tony Bennett és Lady Gaga | 2:23              |                   |                   |                   |                   |                   |
| 34:43             |                                                    |                                                 |                           |                   |                   |                   |                   |                   |                   |

| iTunes Store bónusz szám | iTunes Store bónusz szám                                              | iTunes Store bónusz szám | iTunes Store bónusz szám | iTunes Store bónusz szám | iTunes Store bónusz szám | iTunes Store bónusz szám | iTunes Store bónusz szám | iTunes Store bónusz szám | iTunes Store bónusz szám |
|                          | Cím                                                                   | Szerző(k)                | Előadó(k)                | Hossz                    |                          |                          |                          |                          |                          |
| ------------------------ | --------------------------------------------------------------------- | ------------------------ | ------------------------ | ------------------------ | ------------------------ | ------------------------ | ------------------------ | ------------------------ | ------------------------ |
| 12.                      | Bang Bang (My Baby Shot Me Down) (Élőben a Jazz at Lincoln Centerből) | Sonny Bono               | Lady Gaga                | 3:43                     |                          |                          |                          |                          |                          |
| 38:26                    |                                                                       |                          |                          |                          |                          |                          |                          |                          |                          |

| Deluxe változat | Deluxe változat                                    | Deluxe változat                                 | Deluxe változat           | Deluxe változat | Deluxe változat | Deluxe változat | Deluxe változat | Deluxe változat | Deluxe változat |
|                 | Cím                                                | Szerző(k)                                       | Előadó(k)                 | Hossz           |                 |                 |                 |                 |                 |
| --------------- | -------------------------------------------------- | ----------------------------------------------- | ------------------------- | --------------- | --------------- | --------------- | --------------- | --------------- | --------------- |
| 1.              | Anything Goes                                      | Cole Porter                                     | Tony Bennett és Lady Gaga | 2:03            |                 |                 |                 |                 |                 |
| 2.              | Cheek to Cheek                                     | Irving Berlin                                   | Tony Bennett és Lady Gaga | 2:50            |                 |                 |                 |                 |                 |
| 3.              | Don't Wait Too Long                                | Madeleine Peyroux, Jesse Harris, Larry Klein    | Tony Bennett              | 2:36            |                 |                 |                 |                 |                 |
| 4.              | I Can't Give You Anything but Love                 | Jimmy McHugh, Dorothy Fields                    | Tony Bennett és Lady Gaga | 3:13            |                 |                 |                 |                 |                 |
| 5.              | Nature Boy                                         | eden ahbez                                      | Tony Bennett és Lady Gaga | 4:08            |                 |                 |                 |                 |                 |
| 6.              | Goody Goody                                        | Matty Malneck, Johnny Mercer                    | Tony Bennett és Lady Gaga | 2:11            |                 |                 |                 |                 |                 |
| 7.              | Ev'ry Time We Say Goodbye                          | Cole Porter                                     | Lady Gaga                 | 3:10            |                 |                 |                 |                 |                 |
| 8.              | Firefly                                            | Cy Coleman, Carolyn Leigh                       | Tony Bennett és Lady Gaga | 1:57            |                 |                 |                 |                 |                 |
| 9.              | I Won't Dance                                      | Jerome Kern, Oscar Hammerstein II, Otto Harbach | Tony Bennett és Lady Gaga | 3:56            |                 |                 |                 |                 |                 |
| 10.             | They All Laughed                                   | George Gershwin, Ira Gershwin                   | Tony Bennett és Lady Gaga | 1:48            |                 |                 |                 |                 |                 |
| 11.             | Lush Life                                          | Billy Strayhorn                                 | Lady Gaga                 | 4:14            |                 |                 |                 |                 |                 |
| 12.             | Sophisticated Lady                                 | Duke Ellington, Irving Mills, Mitchell Parish   | Tony Bennett              | 3:49            |                 |                 |                 |                 |                 |
| 13.             | Let's Face the Music and Dance                     | Irving Berlin                                   | Tony Bennett és Lady Gaga | 2:06            |                 |                 |                 |                 |                 |
| 14.             | But Beautiful                                      | Jimmy Van Heusen, Johnny Burke                  | Tony Bennett és Lady Gaga | 4:04            |                 |                 |                 |                 |                 |
| 15.             | It Don't Mean a Thing (If It Ain't Got That Swing) | Duke Ellington, Irving Mills                    | Tony Bennett és Lady Gaga | 2:23            |                 |                 |                 |                 |                 |
| 44:28           |                                                    |                                                 |                           |                 |                 |                 |                 |                 |                 |

| iTunes Store deluxe bónusz dal | iTunes Store deluxe bónusz dal                                        | iTunes Store deluxe bónusz dal | iTunes Store deluxe bónusz dal | iTunes Store deluxe bónusz dal | iTunes Store deluxe bónusz dal | iTunes Store deluxe bónusz dal | iTunes Store deluxe bónusz dal | iTunes Store deluxe bónusz dal | iTunes Store deluxe bónusz dal |
|                                | Cím                                                                   | Szerző(k)                      | Előadó(k)                      | Hossz                          |                                |                                |                                |                                |                                |
| ------------------------------ | --------------------------------------------------------------------- | ------------------------------ | ------------------------------ | ------------------------------ | ------------------------------ | ------------------------------ | ------------------------------ | ------------------------------ | ------------------------------ |
| 16.                            | Bang Bang (My Baby Shot Me Down) (Élőben a Jazz at Lincoln Centerből) | Sonny Bono                     | Lady Gaga                      | 3:43                           |                                |                                |                                |                                |                                |
| 48:11                          |                                                                       |                                |                                |                                |                                |                                |                                |                                |                                |

| CD bónusz dalok (Japán) | CD bónusz dalok (Japán)                                                 | CD bónusz dalok (Japán)     | CD bónusz dalok (Japán)   | CD bónusz dalok (Japán) | CD bónusz dalok (Japán) | CD bónusz dalok (Japán) | CD bónusz dalok (Japán) | CD bónusz dalok (Japán) | CD bónusz dalok (Japán) |
|                         | Cím                                                                     | Szerző(k)                   | Előadó(k)                 | Hossz                   |                         |                         |                         |                         |                         |
| ----------------------- | ----------------------------------------------------------------------- | --------------------------- | ------------------------- | ----------------------- | ----------------------- | ----------------------- | ----------------------- | ----------------------- | ----------------------- |
| 16.                     | On a Clear Day (You Can See Forever)                                    | Burton Lane Alan Jay Lerner | Tony Bennett              | 2:34                    |                         |                         |                         |                         |                         |
| 17.                     | Bewitched, Bothered and Bewildered (Élőben a Jazz at Lincoln Centerből) | Richard Rodgers Lorenz Hart | Lady Gaga                 | 3:07                    |                         |                         |                         |                         |                         |
| 18.                     | Lady’s in Love with You (Élőben a Jazz at Lincoln Centerből)            | Lane Frank Loesser          | Tony Bennett              | 1:42                    |                         |                         |                         |                         |                         |
| 19.                     | The Lady Is a Tramp (a Duets II albumról)                               | Rodgers Hart                | Tony Bennett és Lady Gaga | 3:18                    |                         |                         |                         |                         |                         |
| 55:09                   |                                                                         |                             |                           |                         |                         |                         |                         |                         |                         |

| CD bónusz dalok (minden országban, kivéve USA és Japán) | CD bónusz dalok (minden országban, kivéve USA és Japán)                 | CD bónusz dalok (minden országban, kivéve USA és Japán) | CD bónusz dalok (minden országban, kivéve USA és Japán) | CD bónusz dalok (minden országban, kivéve USA és Japán) | CD bónusz dalok (minden országban, kivéve USA és Japán) | CD bónusz dalok (minden országban, kivéve USA és Japán) | CD bónusz dalok (minden országban, kivéve USA és Japán) | CD bónusz dalok (minden országban, kivéve USA és Japán) | CD bónusz dalok (minden országban, kivéve USA és Japán) |
|                                                         | Cím                                                                     | Szerző(k)                                               | Előadó(k)                                               | Hossz                                                   |                                                         |                                                         |                                                         |                                                         |                                                         |
| ------------------------------------------------------- | ----------------------------------------------------------------------- | ------------------------------------------------------- | ------------------------------------------------------- | ------------------------------------------------------- | ------------------------------------------------------- | ------------------------------------------------------- | ------------------------------------------------------- | ------------------------------------------------------- | ------------------------------------------------------- |
| 16.                                                     | On a Clear Day (You Can See Forever)                                    | Lane Lerner                                             | Tony Bennett                                            | 2:34                                                    |                                                         |                                                         |                                                         |                                                         |                                                         |
| 17.                                                     | Bewitched, Bothered and Bewildered (Élőben a Jazz at Lincoln Centerből) | Rodgers Hart                                            | Lady Gaga                                               | 3:07                                                    |                                                         |                                                         |                                                         |                                                         |                                                         |
| 18.                                                     | The Lady Is a Tramp (a Duets II albumról)                               | Rodgers Hart                                            | Tony Bennett és Lady Gaga                               | 3:18                                                    |                                                         |                                                         |                                                         |                                                         |                                                         |
| 53:27                                                   |                                                                         |                                                         |                                                         |                                                         |                                                         |                                                         |                                                         |                                                         |                                                         |

| 16. | On a Clear Day (You Can See Forever) | Lane Lerner   | Tony Bennett |  |
| 17. | Bewitched, Bothered and Bewildered   | Rodgers, Hart | Lady Gaga    |  |

| 16. | The Lady's in Love with You (Élőben a Jazz at Lincoln Center-ből) | Lane, Loesser | Tony Bennett              |      |
| 17. | The Lady Is a Tramp (a Duets II albumról)                         | Rodgers, Hart | Tony Bennett és Lady Gaga | 3:18 |

| 1. | Anything Goes                      | 2:04 |
| 2. | Cheek to Cheek                     | 2:51 |
| 3. | Nature Boy                         | 4:08 |
| 4. | I Can’t Give You Anything but Love | 3:13 |
| 5. | I Won't Dance                      | 3:57 |

| B oldal | B oldal                                            | B oldal | B oldal | B oldal | B oldal | B oldal | B oldal | B oldal | B oldal |
|         | Cím                                                | Hossz   |         |         |         |         |         |         |         |
| ------- | -------------------------------------------------- | ------- | ------- | ------- | ------- | ------- | ------- | ------- | ------- |
| 1.      | Firefly                                            | 1:58    |         |         |         |         |         |         |         |
| 2.      | Lush Life (Gaga szóló)                             | 4:15    |         |         |         |         |         |         |         |
| 3.      | Sophisticated Lady (Bennett szóló)                 | 3:49    |         |         |         |         |         |         |         |
| 4.      | Let's Face the Music and Dance                     | 2:07    |         |         |         |         |         |         |         |
| 5.      | But Beautiful                                      | 4:04    |         |         |         |         |         |         |         |
| 6.      | It Don't Mean a Thing (If It Ain't Got That Swing) | 2:24    |         |         |         |         |         |         |         |
| 34:43   |                                                    |         |         |         |         |         |         |         |         |

## Közreműködők és menedzsment
A közreműködők listája a Cheek to Cheek albumon található CD füzetkében található.

### Menedzsment
- Felvételek: KAS Music and Sound, Kaufman Astoria Studios, Astoria, New York; Manhattan Center Studios, Manhattan; Avatar Studios, New York
- Hangkeverés: Avatar Studios, New York
- Maszterelés: Sterling Sound Studios, New York
- A mikrofonokat Tony Bennett részére a Sennheiser és a Neumann biztosította
- RPM Productions képviseletében: Sandi Rogers, Dawn Olejar, Sylvia Weiner, Hadley Spanier, Erica Fagundes, John Callahan, Seth Ferris
- Sony Music Entertainment képviseletében: Doug Morris, Rob Stringer, Nancy Marcus-Sekhir

### Közreműködők
| - Tony Bennett – fő vokál - Lady Gaga – fő vokál - Lee Musiker – vokál és ritmus elrendezése, zenei rendező - Dae Bennett – producer, felvéti feladatok, hangkeverés - Danny Bennett – menedzser (Bennett), executive producer - Bobby Campbell – menedzser (Gaga) - Vincent Herbert – A&R (Streamline Records) - Brandon Maxwell – divat - Frederic Aspiras – smink - Don Lawrence – vokál instrukció - Dave Russell – hangmérnöki feladatok - Jill Dell'Abate – produkciós vezető | - Tom Young & Acir Pro Audio – élő hangzás - Alessandro Perrotta – Pro Tools - Mike Bauer – hangmérnök asszisztens - Tim Marchiafava – hangmérnök asszisztens - Akihiro Mishimura – hangmérnök asszisztens - Darren Moore – hangmérnök asszisztens - Sheldon Yellowhair – hangmérnök asszisztens - Greg Calbi – maszterelés - Larry H. Abel – kottafelelős - Joann Kane – kottafelelős - Kenneth R. Meiselas – jogi feladatok | - Sonya Guardo – jogi feladatok - Lisa Einhorn-Gilder – produkciós koordinátor - Dyaana Kass – marketing - Jurgen Grebner – nemzetközi repertoár - Tomoko Itoki – nemzetközi repertoár - Nick Miller – nemzetközi repertoár - Amanda Silverman – közönségkapcsolatok - Dennis Dauncy – közönségkapcsolatok (Interscope) - Ianthe Zevos – kreatív igazgató - Steven Klein – fényképész - Gretchen Anderson – produkciós munka |

### Zenekar
| - Jorge Calandreili – zenekari karmester - Elena Barere – hegedű - Jorge Avila – hegedű - Laura Bald – hegedű - Sean Carney – hegedű - Barbara Danilow – hegedű - Laura Frautschi – hegedű - Sanguen Han – hegedű - Karen Karlsrud – hegedű - Yoon Kwon – hegedű - Ann Leathers – hegedű - Nancy McAlhaney – hegedű - Laura McGinnis – hegedű - Kristina Musser Gitterman – hegedű - Alex Sharpe – hegedű - Catherine Sim – hegedű | - Sebu Sirinian – hegedű - Lisa Tipton – hegedű - Una Tone – hegedű - Yuri Vodovoz – hegedű - Xiao-Dong Wang – hegedű - Nancy Wu – hegedű - Eric Wyrick – hegedű - Robert Zubrycki – hegedű - Vincent Lionti – brácsa - Sarah Adams – brácsa - Katherine Anderson – brácsa - Kimberly Foster Wallace – brácsa - Todd Low – brácsa - Martha and Alissa Smith – brácsa - Richard Locker – cselló - Diane Barere – cselló | - Stephane Cummins – cselló - Jeanne LeBlanc – cselló - Saeunn Thorsteinsdottir – cselló - Ellen Westermann – cselló - Barbara Allen – hárfa - Susan Folles – hárfa - Paul Horn – fuvola - Pamela Sklar – fuvola - Katherine Fink – fuvola - Diane Lesser – oboa - Pavel Vinnitsky – klarinét - Mike Atkinson – kürt - Bob Carlisle – kürt - Nancy Billman – kürt - Theo Primis – kürt - Stewart Rose – kürt |

### Zenészek
| - Marion Evans – rézfúvós zenészek vezetése - Lou Marini – altszaxofon - Lawrence Feldman – altszaxofon - Dave Mann – tenorszaxofon - Andy Snitzer – tenorszaxofon - Tony Kadleck – trombita - Brian Newman – trombita | - Bob Millikan – trombita - John Owens – trombita - Bud Burridge – trombita - Mike Davis – tenor harsona - Larry Farrell – tenor harsona - Keith O'Quinn – tenor harsona - George Flynn – basszus harsona | - Harold Jones – DW dobok, Zildjian cintányér - Gray Sargent – Godin 5th Avenue archtop gitár - Mike Renzi – zongora - Tom Ranier – zongora - Marshall Wood – basszusgitár |

## Albumlistás helyezések
| Albumlista (2014)                                           | Legjobb helyezés |
| ----------------------------------------------------------- | ---------------- |
| Argentína (CAPIF Álbumes)                                   | 6                |
| Ausztrália (ARIA Top 50 Albums)                             | 7                |
| Ausztrália Jazz Albums (ARIA)                               | 1                |
| Ausztria (Ö3 Austria Top 40)                                | 6                |
| Belgium (Ultratop Flandria)                                 | 4                |
| Belgium (Ultratop Vallónia)                                 | 4                |
| Brazília (ABPD)                                             | 7                |
| Csehország (ČNS IFPI Albums Top 100)                        | 4                |
| Dánia (Hitlisten Album Top 40)                              | 9                |
| Dél-Korea (Kaon Top 100 Album nemzetközi) · Deluxe változat | 7                |
| Egyesült Királyság (Scottish Albums)                        | 11               |
| Egyesült Királyság (UK Albums Chart)                        | 10               |
| Finnország (Musiikkituottajat Albumit Top 50)               | 27               |
| Franciaország (SNEP Album Top 100)                          | 9                |
| Görögország (IFPI)                                          | 2                |
| Hollandia (Dutch Charts Album Top 100)                      | 13               |
| Írország (IRMA)                                             | 12               |
| Japán (Oricon)                                              | 7                |
| Kanada (Billboard Canadian Albums Chart)                    | 3                |
| Kína (Sino Chart)                                           | 17               |
| Lengyelország (ZPAV Album Top 50)                           | 31               |
| Magyarország (MAHASZ Top 40 albumlista)                     | 35               |
| Mexikó (Top 100 Mexico)                                     | 4                |
| Németország (Offizielle Top 100)                            | 12               |
| Olaszország (FIMI Album Top 20)                             | 6                |
| Portugália (AFP Top 30 Albums)                              | 7                |
| Spanyolország (PROMUSICAE Top 100 Álbumes)                  | 5                |
| Svájc (Schweizer Hitparade Top 100 Albums)                  | 7                |
| Svédország Jazz Albums (Sverigetopplistan)                  | 1                |
| Tajvan Jazz Albums (G-Music)                                | 1                |
| Új-Zéland (Recorded Music NZ Top 40 Albums)                 | 3                |
| USA Billboard 200                                           | 1                |
| USA Top Jazz Albums (Billboard)                             | 1                |

| Albumlista (2014)               | Helyezés |
| ------------------------------- | -------- |
| Argentína (CAPIF)               | 15       |
| Ausztrália (ARIA)               | 62       |
| Ausztrália Jazz Albums (ARIA)   | 1        |
| Belgium (Ultratop Flanders)     | 102      |
| Belgium (Ultratop Wallonia)     | 112      |
| Kanada (Billboard)              | 41       |
| Mexikó (AMPROFON)               | 93       |
| USA Billboard 200               | 50       |
| USA Top Jazz Albums (Billboard) | 1        |

| Albumlista (2015)               | Helyezés |
| ------------------------------- | -------- |
| Ausztrália Jazz Albums (ARIA)   | 4        |
| Belgium (Ultratop Flanders)     | 196      |
| Kanada (Billboard)              | 50       |
| USA Billboard 200               | 125      |
| USA Top Album Sales (Billboard) | 58       |
| USA Top Jazz Albums (Billboard) | 1        |

| Albumlista (2016)               | Helyezés |
| ------------------------------- | -------- |
| Ausztrália Jazz Albums (ARIA)   | 8        |
| USA Top Jazz Albums (Billboard) | 3        |

| Albumlista (2017)             | Helyezés |
| ----------------------------- | -------- |
| Ausztrália Jazz Albums (ARIA) | 15       |

| Albumlista (2018)             | Helyezés |
| ----------------------------- | -------- |
| Ausztrália Jazz Albums (ARIA) | 34       |

## Minősítések
| Régió | Minősítés | Eladott példányszám |
| --- | --------- | ------------------- |
| Ausztrália (ARIA)                                                                                                  | arany     | 35 000^             |
| Brazília (Pro-Música Brasil)                                                                                       | platina   | 40 000*             |
| Egyesült Királyság (BPI)                                                                                           | ezüst     | 60 000*             |
| Egyesült Államok (RIAA)                                                                                            | arany     | 773 000             |
| Franciaország (SNEP)                                                                                               |           | 40 000              |
| Kanada (Music Canada)                                                                                              | platina   | 80 000^             |
| * Eladási példányszámok kizárólag a minősítés alapján. ^ Kiszállítási példányszámok kizárólag a minősítés alapján. |           |                     |

## Megjelenési történet
| Regió              | Dátum                | Változat        | Formátum              | Kiadó                          | Forr.                   |
| ------------------ | -------------------- | --------------- | --------------------- | ------------------------------ | ----------------------- |
| Ausztrália         | 2014. szeptember 19. | Standard Deluxe | Digitális letöltés CD | Interscope Universal           | [ 174 ] [ 175 ] [ 176 ] |
| Németország        | 2014. szeptember 19. | Standard Deluxe | Digitális letöltés CD | Interscope Universal           | [ 28 ] [ 177 ]          |
| Franciaország      | 2014. szeptember 22. | Standard Deluxe | Digitális letöltés CD | Polydor                        | [ 178 ]                 |
| Egyesült Királyság | 2014. szeptember 22. | Standard Deluxe | Digitális letöltés CD | Polydor                        | [ 179 ]                 |
| Kanada             | 2014. szeptember 23. | Standard Deluxe | Digitális letöltés CD | Streamline Columbia Interscope | [ 180 ] [ 181 ]         |
| Mexikó             | 2014. szeptember 23. | Standard Deluxe | Digitális letöltés CD | Streamline Columbia Interscope | [ 182 ] [ 183 ]         |
| Egyesült Államok   | 2014. szeptember 23. | Standard Deluxe | Digitális letöltés CD | Streamline Columbia Interscope | [ 123 ] [ 125 ] [ 184 ] |
| Japán              | 2014. szeptember 24. | Standard        | SMH-CD                | Universal                      | [ 185 ]                 |
| Egyesült Államok   | 2014. október 14.    | Standard        | Hanglemez             | Interscope                     | [ 186 ]                 |
| Franciaország      | 2014. november 10.   | Standard        | Hanglemez             | Polydor                        | [ 187 ]                 |
| Egyesült Államok   | 2014. december 31.   | Deluxe          | Díszdoboz             | Interscope                     | [ 188 ]                 |
| Franciaország      | 2015. március 9.     | Standard        | Limitált slipcase     | Interscope                     | [ 189 ]                 |

## Lásd még
- A Billboard 200 lista első helyezettjei 2014-ben
- Grammy-díj a legjobb hagyományos popalbumért

## Fordítás
- Ez a szócikk részben vagy egészben  a   Cheek to Cheek (album) című angol Wikipédia-szócikk fordításán alapul.  Az eredeti cikk szerkesztőit annak laptörténete sorolja fel. Ez a jelzés csupán a megfogalmazás eredetét és a szerzői jogokat jelzi, nem szolgál a cikkben szereplő információk forrásmegjelöléseként.

## Külső hivatkozások
- Az album hivatalos weboldala